# HD 25944
HD 25944，又名BD-20 780，SAO 169111、HR 1274，是一颗恒星，视星等为6.34，位于銀經215.32，銀緯-45.33，其B1900.0坐标为赤經4h 1m 23.5s，赤緯-20° -45.33′ 0″。